# Yota
|  | No s'ha de confondre amb iota. |

Yota (en rus: Йота) és una empresa multinacional de telecomunicacions russa, proveïdora de serveis de banda ampla mòbil, entre d'altres. L'empresa opera a països com Rússia, Belarús, Nicaragua i el Perú, en alguns llocs fent servir la marca Olo. Es preveu que el 2014 tregui al mercat el seu propi telèfon intel·ligent, que durà el nom de l'empresa. Aquest telèfon es caracteritza per tenir pantalles tàctils per ambdues cares.